# Михеи
Михеи — село в Сапожковском районе Рязанской области России, административный центр Михеевского сельского поселения.

## Географическое положение
Село расположено в 9 км на северо-восток от районного центра посёлка Сапожок на автодороге 61К-009 Ряжск — Касимов.

## История
Михайловское, Михеи тож, в качестве села с церковью Архистратига Божия Михаила упоминается в окладных книгах 1676 года. При учреждении Рязанского наместничества, Михеи с 347 душами муж. пола от Рязанского уезда были причислены к Сапожковскому уезду. Вместо упоминаемой в XVII веке Архангельской церкви и обветшавшей, в 1770 году построена была генерал-аншефом князем В. М. Долгоруковым новая деревянная церковь в прежнее храмонаименование, которая 7 ноября 1770 года и была освящена. В 1819 и 1831 годах в ней была возобновляема кровля, а в 1872 году устроен новый иконостас. В 1878 году в селе был возведен каменный храм Архангела Михаила с колокольней в связи. С приходом Советской власти церковь разорена и закрыта. Здание длительное время использовалось под колхозный зерносклад.
В XIX — начале XX века село являлось центром Михеевской волости Сапожковского уезда Рязанской губернии. В 1906 году в селе было 220 дворов.
С 1929 года село являлось центром Михеевского сельсовета Сапожковского района Рязанского округа Московской области, с 1937 года — в составе Рязанской области, с 1957 года — в составе Коровкинского сельсовета, с 2005 года — центр Михеевского сельского поселения.
В 1992 году начались работы по восстановлению храма Архангела Михаила. Придел Серафима Саровского вновь освящен в 1993 году, храм открыт для верующих. Главная святыня Архангельского храма — чудотворная икона, прижизненный портрет преподобного Серафима Саровского. В этот период ведется строительство скита преподобного Сергия Радонежского, подворья Данилова мужского монастыря.
До 2011 года в селе работала Михеевская основная общеобразовательная школа.

## Население
| 1859 | 1897  | 1906  | 2010 |
| ---- | ----- | ----- | ---- |
| 1194 | ↘1166 | ↗1586 | ↘162 |

## Достопримечательности
В селе расположена Церковь Михаила Архангела (1878).

## Известные уроженцы
- Дедов Николай Егорович (1933—1987) — советский административный и хозяйственный деятель. Первый заместитель Председателя Совета Министров Марийской АССР (1978—1985). Член КПСС.
- Жильцов Николай Васильевич (1898-1954) - советский государственный деятель. Первый заместитель Председателя Ленинградского Облисполкома (1938-1941); Нарком земледелия РСФСР (1941-1946); Председатель Горьковского облисполкома (1946-1950); Заместитель начальника Главптицепрома Министерства мясомолочной промышленности СССР (1950-1954).   Депутат Верховного Совета РСФСР  (созывов 1938, 1947). Кавалер Ордена Трудового Красного Знамени (1939); Ордена  Ленина (1944).